# Ловцово (Сладковський район)
Ловцо́во (рос. Ловцово) — село у складі Сладковського району Тюменської області, Росія.
Населення — 94 особи (2010, 118 у 2002).
Національний склад станом на 2002 рік:
- росіяни — 88 %